# Еквірії
Еквіріями називалися військово-релігійні свята у Стародавньому Римі. Вони відбувалися на Марсовому полі у Римі 27 лютого та 14 березня. Установлення цих дат на початку весни пояснюється архаїчним способом ведення воєн у ті часи. Військові походи відбувалися як правило у теплі пори року. Спорідненими святами були Тубілюстрії, Армілюстрії та лат. Equus October (Жовтневий кінь) наприкінці військового сезону.
Еквірії відбувалися на зміну року (у римському календарі 1 березня), при символічному вигнанні з міста козла. Нарівні з ритуальним очищенням коней можливою причиною свята було також святкування померлих, що відомо із гомерівської Ілліади.